# VfB Osterode
Verein für Bewegungsspiele Osterode – niemiecki klub piłkarski z siedzibą w Ostródzie (niem. Osterode). Istniał w latach 1919–1945.

## Historia
Klub został założony w 1919 roku. W latach 1921–1923 występował w regionalnej lidze związku Baltenverband w okręgu Ostpreußen. W 1935 roku awansował do Gauligi (grupa Ostpreußen, okręg Allenstein), będącej wówczas najwyższą niemiecką ligą. Spędził w niej trzy sezony, po czym spadł z ligi w wyniku reorganizacji polegającej na połączeniu grup Gauligi – Allenstein, Danzig, Gumbinnen oraz Königsberg w jedną dywizję i zmniejszeniu liczby drużyn uczestniczących w rozgrywkach z 28 do 10. W 1941 roku klub awansował z powrotem do Gauligi Ostpreußen. W sezonie 1941/1942 zajął w niej 7. miejsce i spadł do Bezirksligi. W 1945 roku w wyniku przyłączenia Ostródy do Polski, został rozwiązany.

## Występy w Gaulidze
| Liga                                        | Sezon     | Pozycja     |
| ------------------------------------------- | --------- | ----------- |
| Gauliga Ostpreußen Bezirksklasse Allenstein | 1935/1936 | 6.          |
| Gauliga Ostpreußen Bezirksklasse Allenstein | 1936/1937 | 4.          |
| Gauliga Ostpreußen Bezirksklasse Allenstein | 1937/1938 | 3. (spadek) |
| Gauliga Ostpreußen                          | 1941/1942 | 7. (spadek) |